# Paul de Musset

Paul de Musset

Paul de Musset (* 1804; † 1861) war ein französischer Schriftsteller und Bruder von Alfred de Musset.
1859, zwei Jahre nach dessen Tod, veröffentlichte Paul de Musset  Lui et Elle, eine Parodie des sechs Monate früher erschienenen Romans Elle et Lui von George Sand.
Gemeinsam mit Charles Nuitter verfasste er das Libretto zu Jacques Offenbachs Oper Fantasio. Die Vorlage für das 1872 in der Pariser Opéra-Comique uraufgeführte Werk lieferte das gleichnamige Stück seines Bruders Alfred (erschienen 1834).
Paul de Musset arbeitete auch an dem Werk Bilder aus dem Staats- und Familienleben der Thiere des frz. Zeichners und Karikaturisten Grandville (1803–1847) mit. Postum erschien ein zweibändiges Werk über seine Italienreise.

## Bibliographie
- Paul de Musset: Lui et Elle. 1859.
- Paul de Musset: Alfred de Musset, sa vie son œuvre 1877. Jules Lemaître, Impressions de Théâtre 1890.
- Paul de Musset: Monsieur le vent et madame la pluie.
- Der Windgeist und die Regengöttin. Ein Märchen. Teubner, Leipzig ca. 1850.
- Grandville (=Gerard, Jean Ignace Isidore): Bilder aus dem Staats- und Familienleben der Thiere. Für das deutsche Publikum bearbeitet und herausgegeben von Dr. A. Dietzmann. Leipzig 1846. Einem neuen Jahrhundert präsentiert in Zusammenarbeit mit Herrn Karl Ludwig Leonhardt vom Christian Wegner Verlag. Mit einem Avis des Verlags. unter Mitarbeit von Paul de Musset, Louis Viardot, M. Menessier Nodier, Honore de Balzac, Charles Nodier, Alfred de Musset, E. de La Bedolliere, Pierre Bernard, L. Baude, E. de Lemoine, George Sand, J. Janin. Wegner, Hamburg 1969.
- Paul de Musset: Voyage pittoresque en Italie. Partie septentrionale. Illustrations de Rouarge Freres. Nouvelle edition. Morizot, Paris 1864.
- Paul de Musset: Voyage pittoresque en Italie. Morizot, Paris 1865. Partie Meridionale et en Sicile.